# Garypus realini
Espèce
Synonymes
- Garypus bonairensis realini Wagenaar-Hummelinck, 1948

Garypus realini est une espèce de pseudoscorpions de la famille des Garypidae.

## Distribution
Cette espèce est endémique d'Aruba,.

## Habitat
Cette espèce se rencontre sur le littoral.

## Description
Les mâles mesurent de 5,0 à 5,2 mm et les femelles de 5,6 à 6,2 mm.

## Systématique et taxinomie
Cette espèce a été décrite sous le protonyme Garypus bonairensis realini par Wagenaar-Hummelinck en 1948. Elle est élevée au rang d'espèce par Harvey, Hillyer, Carvajal et Huey en 2020.

## Étymologie
Cette espèce est nommée en l'honneur de Realino Janssens.

## Publication originale
- Wagenaar-Hummelinck, 1948 : Studies on the fauna of Curaçao, Aruba, Bonaire and the Venezuelan Islands: no. 13. Pseudoscorpions of the genera Garypus, Pseudochthonius, Tyrannochthonius and Pachychitra. Natuurwetenschappelijke Studiekring voor Suriname en Curaçao, vol. 5, p. 29-77 (texte intégral).